# اخلاقیات فضیلت
اخلاق فضیلت دستهٔ از نظریات اخلاقی هنجاری است که مفهوم فضیلت اخلاقی را در مرکز اخلاق قرار می‌دهد. اخلاق فضیلت معمولاً با دو روی‌کرد بزرگ دیگر در اخلاق هنجاری که عبارت از پیامدگرایی و اخلاق وظیفه‌گرا می‌باشد در مخالفت قرار دارد، در پیامدگرایی خوب بودن پیامدهای یک عمل در مرکز توجه است و در اخلاق وظیفه‌گرا مفهوم وظیفه اخلاقی در مرکز بحث قرار دارد. در حالی‌که، اخلاق فضیلت الزاماً اهمیت خوب بودن اعمال یا وظایف اخلاقی را رد نمی‌کند، اما بیشتر بالای فضیلت اخلاقی تأکید داشته و بعضاً به سایر مفاهیمی چون خوش‌روانی به مراتب از سایر نظریه‌ها بیشتر می‌پردازد.

## مفاهیم کلیدی

### فضیلت و رذیلت
در اخلاق فضیلت، فضیلت عبارت از یک سرشت اخلاقی خوب برای فکر کردن، احساس کردن و عمل کردن به‌گونه خوب در برخی دامنه‌های زندگی است. همین ترتیب، رذیلت عبارت از یک سرشت اخلاقی بد برای فکر کردن، احساس کردن و عمل کردن به‌گونه بد است. فضایل به عادت‌های روزمره گفته نمی‌شود؛ فضایل خصیصه‌های شخصیتی هستند، به این معنی که فضایل در کانون شخصیت یک فرد قرار داشته و نشان می‌دهد که آن‌ها به‌عنوان یک فرد چگونه هستند.
فضایل و رذایل از نظر فضایل اخلاقی در یونان باستان و خوش‌روانی مدرن، عبارت از سرشت‌های پیچیده‌ای هستند که شامل اجزای عاطفی و ذهنی می‌باشند. یعنی با این سرشت‌ها هم می‌توان به‌خوبی استدلال نمود که کار درست چیست (به خردمندی در بخش ذیل مراجعه کنید) و هم می‌توان احساسات و عواطف خود را به‌صورت درست به‌کار برد.
به‌عنوان مثال، یک مرد سخی می‌تواند به‌خوبی استدلال نماید که چه زمانی باید به مردم کمک کرد و همچنین مردم را با خرسندی و بدون وسوسه‌درونی کمک می‌کند. از این نقطه نظر، افراد فضیلت‌مند نه تنها با افراد رذیل (کسی‌که در مورد کاری که انجام می‌دهد استدلال ضعیف دارد و به کارهای بد وابستگی دارد) و افراد ناخویشتن‌دار (کسانی که با وجود که می‌دانند کار درست چیست، اما عواطف شان آن‌ها را به‌سوی انجام کارهای بد وسوسه می‌کند) بلکه با افراد خویشتن‌دار (کسانی که احساسات شان آن‌ها را به‌سوی انجام کارهای بد وسوسه می‌کند اما آن‌ها با ارادهٔ قوی که دارند کاری را انجام می‌دهند که درست است) نیز مقایسه می‌گردند.

### خردمندی و خوش‌روانی
«خردمندی» عبارت از خصیصهٔ اکتسابی است که به دارنده آن این توانایی را می‌دهد تا تشخیص دهد که در یک وضعیت مشخص چگونه عمل نماید. برخلاف خردمندی نظری، خردمندی علمی منتج به عمل و تصمیم می‌گردد. آن‌گونه که مک‌دویل می‌گوید، خردمندی عملی دربرگیرنده «حساسیت ادراکی» نسبت به این است که یک وضعیت نیازمند چه چیزی است.
خوش‌روانی (εὐδαιμονία) حالتی است که از یونانی به‌معانی «رفاه»، «خوشحالی» و «سعادت» ترجمه شده‌است و در زمینه اخلاق فضیلت به معنی «رفاه انسان» می‌باشد. پس از این نقطه نظر، خوش‌روانی یک حالت بیرونی است نه درونی. این اصطلاح تعریف کننده یک زندگی است که به‌خوبی زیسته شده‌است. از نظر ارسطو که برجسته‌ترین مبلغ خوش‌روانی در سنت فلسفی غرب است، خوش‌روانی هدف اصلی زندگی انسان است. خوش‌روانی شامل تمرین ویژگی منحصر به فرد انسان، یعنی عقل، به‌عنوان شایسته‌ترین و مغذی‌ترین فعالیت روح است. ارسطو در کتاب خود اخلاق نیکوماخوسی، همانند افلاطون که قبل از وی بود، استدلال نمود که طلب خوش‌روانی «یک فعالیت روح با پیروی از فضیلت کامل است» و تنها با زندگی در اجتماع ویژه انسان و پولیس یا دولت-شهر است که به این فضایل افزوده می‌شود.
هرچند خوش‌روانی برای نخستین بار توسط ارسطو مشهور گردید، اما حالا به‌طور کل به تمامی نظریه‌های فضلیت مربوط است. از دید یک نظریه‌پرداز فضیلت، خوش‌روانی به حالتی گفته می‌شود شخصی دارای زندگی سعادت‌مند به آن دست یافته‌است، پیامدی که نیل به آن تنها با تمرین فضایل ممکن است. فضیلت به عادت یا خصیصهٔ گفته می‌شود که به دارندهٔ آن اجازه می‌دهد تا در اهداف خود موفق شود. به عنوان مثال، فضیلت یک چاقو، تیزی آن است؛ یکی از فضیلت‌های اسب مسابقه، سرعت آن است. از این‌رو، برای این‌که فضایل انسان را شناسایی کرد، نخست باید دانسته شود که هدف زندگی انسان چیست.

## تاریخچه فضیلت
نظریه فضیلت همانند بیشتر نظریه‌های سنت غربی ظاهراً از فلسفه یونان باستان سرچشمه گرفته‌است.
اخلاق فضیلت با سقراط آغاز گردید و سپس توسط افلاطون، ارسطو و رواقی‌گراها بیشتر توسعه داده شد. اخلاق فضیلت به مجموعهٔ از فلسفه‌های اخلاق هنجاری گفته می‌شود که تأکید بر ذاتی بودن دارد تا انجام دادن. به عبارت دیگر، در اخلاق فضیلت، اخلاقی بودن ریشه در شخصیت یا هویت یک فرد دارد نه در پژواک اعمال (یا پیامدهای اعمال) آن فرد. امروز در میان طرفداران گوناگون اخلاق فضیلت پیرامون این‌که کدام فضایل مشخص از نظر اخلاقی درخور ستایش هستند، بحث وجود دارد. با این حال، بیشتر نظریه پردازان موافقت دارند که اخلاقی بودن در نتیجه فضایل درونی به‌دست می‌آید. فضایل درونی رابط‌های معمول هستند که فلسفه‌های هنجاری متمایز را در حوزه اخلاق فضیلت متحد می‌نماید. فضایل که افلاطون و ارسطو بیان می‌کنند هم‌سان نیستند. افلاطون معتقد است که فضیلت خود هدف غایی است که باید طلب گردد و برای آن یک دوست می‌تواند واسطهٔ خوبی باشد. ارسطو می‌گوید که فضیلت وسیلهٔ است برای تحکیم روابط انسان، به‌ویژه دوستی صادقانه و بدون آن تلاش انسان برای رسیدن به خوشحالی ناکام می‌گردد.
مباحثی در مورد چهار فضیلت بنیادین حکمت، عدالت، شکیبایی و خویشتن‌داری را می‌توان در کتاب جمهور افلاطون یافت. بحث فضایل در نظریه اخلاقی ارسطو در اخلاق نیکوماخوسی نیز برجسته است. نظریه فضیلت توسط مورخان چون لیویس، پلوتارک و تاسیتوس وارد مطالعات تاریخ گردید. ایده یونانی فضایل از طریق سیسرون به فلسفه رومی وارد گردیده و سپس توسط امبروس اسقف اعظم میلان وارد الهیات اخلاقی مسیحیت گردید. در جریان عصر فلسفه مدرسی، جامع‌ترین بحث فضایل از نقطه نظر الهیات توسط توماس آکویناس مقدس در کتابش مدخل الهیات و تفسیر وی از اخلاق نیکوماخوسی ارایه شده‌است. بعد از اصلاحات (ریفورم)، کتاب اخلاقیات نیکوماخوسی ارسطو تا اواخر قرن هفدهم میلادی همواره اصلی‌ترین اسناد رشته اخلاقیات در دانشگاه‌های پروتستان بود و تا قبل از ۱۶۸۲م بیشتر از پنجاه تفسیر پروتستان از اخلاق نیکوماخوسی به چاپ رسید.
هرچند این سنت در چند قرن پسین به پس‌زمینه افکار فلسفی اروپایی کشانده شد، اما اصطلاح «فضیلت» تا امروزه باقی‌مانده‌است و در واقع به‌طور غالب در سنت‌های جمهوری‌گرایی کلاسیک و لیبرالیسم کلاسیک دیده می‌شود. این سنت در زندگی عقلانی ایتالیایی قرن شانزده و همچنین بریتانیا و آمریکایی قرن هفده و هجده غالب بود؛ اصطلاح «فضیلت» در واقع در کارهای نیکولا ماکیاولی، دیوید هیوم، جمهوری خواهان عصر جنگ داخلی انگلستان، ویگ‌های انگلیسی قرن هژدهم میلادی، شخصیت‌های بارز در عصر روشن‌گری اسکاتلند و پدران بنیان‌گذار آمریکا به‌طور مکرر دیده می‌شود.